# Tu-154 (航空機)
ツポレフ154
Ту-154 (Tu-154)
アエロフロート・ロシア航空 Tu-154M
- 用途：旅客機
- 分類：ナローボディ
- 設計者：ツポレフ
- 製造者：クイビシェフ第18工場（現アヴィアコル（英語版））
- 運用者

-  ロシア（ロシア航空宇宙軍）
-  カザフスタン（カザフスタン防空軍）
-  中華人民共和国（中国人民解放軍空軍）ほか

- 初飛行：1968年10月4日
- 生産数：1,015機
- 運用開始：1972年2月9日
- 運用状況：運用中

Tu-154（ツポレフ154；ロシア語: Ту-154）は、ソ連で開発され、2013年までロシアで生産されていた3発ジェット旅客機。
北大西洋条約機構 (NATO) の命名したNATOコードネームでは、ケアレス（careless：不注意な、軽率な、の意）と呼称される。

## 概要
Tu-154は、ツポレフ設計局が世界市場への進出を目指して開発したTu-134双発旅客機の拡大発展型である。同機で採られたジェットエンジン2基を機体後部両側に備えるという方法を踏襲し、垂直尾翼基部に3基目のエンジンを追加した尾部集中装備方式の機体である。この方式はボーイング727やホーカー・シドレー トライデント等各国の旅客機が採っており、非常にスマートなデザインとして一時期大変好まれた旅客機のスタイルであった。Tu-154M型になってからは、第3エンジンの空気取り入れ口が縦長の楕円形とされ、この機体の特色となっている。
同時期に空を飛んでいたホーカー・シドレー トライデントやボーイング727とは規模感やエンジンの設置方式は似ているが、下反角のついた主翼や不整地着陸を意識した三軸ボギーの主脚を有するなどの特徴がある。
既に初飛行から40年以上が経過しているが、同時期に初飛行が行われたアメリカ合衆国のボーイング737のようにエンジンやアビオニクスなどを改良した最新型が相次いで投入され、エンジンを新型に換装し騒音対策を施し、さらにアビオニクスを近代化させたTu-154Mシリーズが旧東側諸国を中心に運用され続けた。生産は1990年代に入ると後継機のTu-204の生産が開始されたこともあり、1998年以降は少数に留まっているものの2013年まで行われた。
主翼下にエンジンを懸垂しないスタイルから、駐機状態での胴体部の高さが低く、運用にあたって特別な地上設備を多く必要としないという特色があるために、設備の整わない空港での運用が容易で、そのためもあってかかつての共産圏の航空会社などで現在も多数が使用されている（しかし、旧共産圏は、マクドネル・ダグラスのMD-80シリーズに置き換える例も多い）。

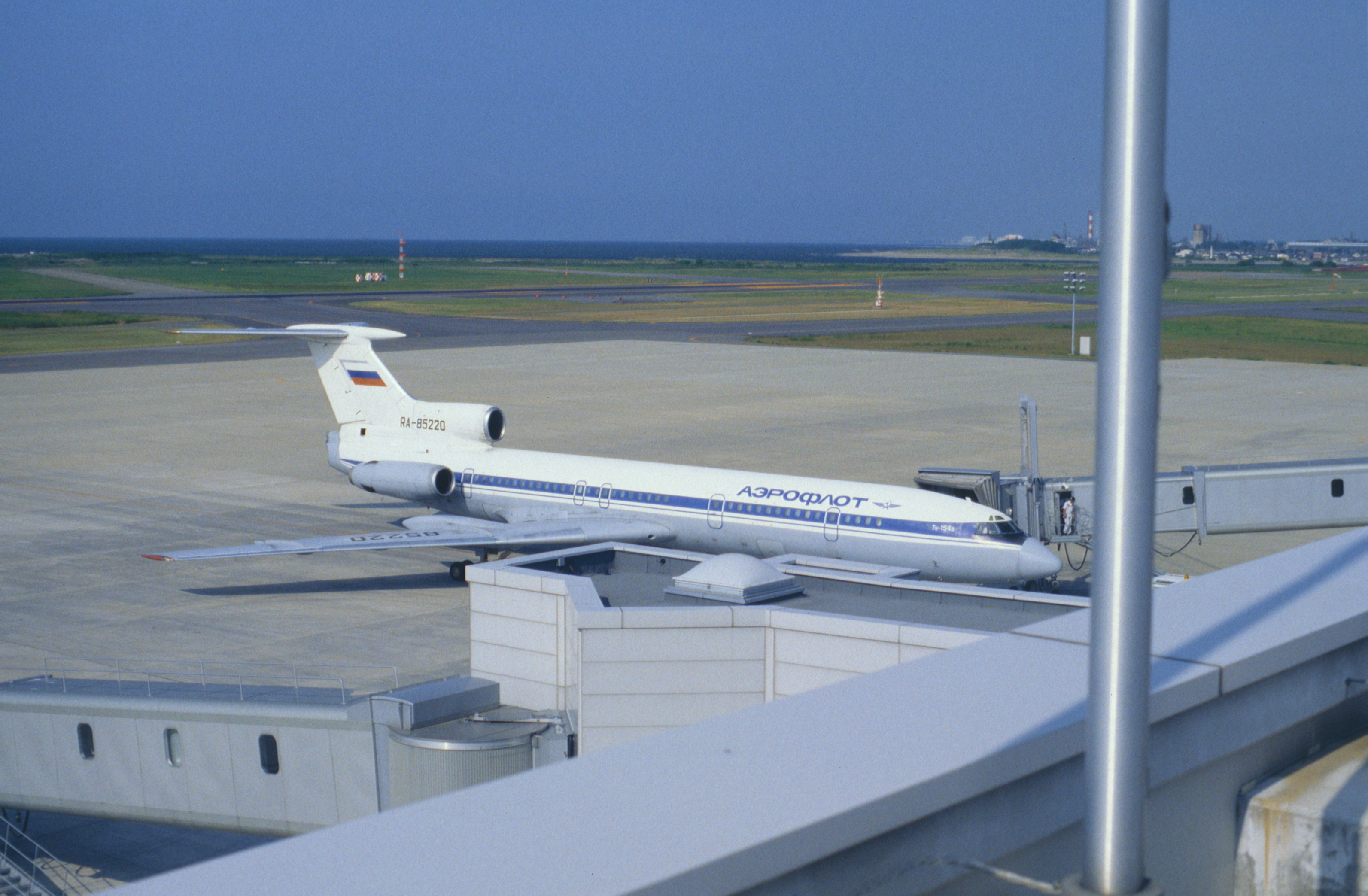
新潟空港に駐機中のアエロフロートTu-154。1997年9月

日本にも騒音対策を施したTu-154Mシリーズが多数飛来しており、日本へはウラジオストク航空がウラジオストクとハバロフスクから新潟へ路線を就航させていた。騒音対策がなされていないTu-154B-2もかつては多数飛来していたが、現在は日本の騒音規制の法律上の問題から、政府専用機など許可を得た特別機以外は飛来できなくなっている。
また、石油系燃料に代わる代替燃料を動力とすることを目的に開発し、1機のみ生産された試験機のTu-155は現在ロシアで開発中の宇宙旅客機の母機としても使用されている。
2020年10月28日、アルロサ航空で使用されていた最後の機体が、ノボシビルスク-ミールヌイ間でラストフライトを行い、ロシア各地から航空ファンが集まり満席となったという。

## 派生型
Tu-154
1966年に発表され、1968年10月4日に初飛行した機体でエンジンはNK-8-2 (9,497kg)。アエロフロートは1971年5月に貨物輸送機としての運航を開始し、1972年2月9日に旅客輸送を開始した。
Tu-154A
1973年に発表され、1974年4月からアエロフロートで使用開始し、1975年から運用開始された。エンジンはNK-8-2U (10,496kg)、燃料搭載量は39,750kg、電子機器として自動着陸装置を搭載しカテゴリーIIまでは対応している。
Tu-154B
Tu-154Aの装備を近代化し、最大離陸重量を98,000kgに増加させ、客室を延長し、座席数を増加させた機体。
Tu-154B-2
Tu-154Bにアメリカのコリンズ製自動操縦装置を装備した機体。
Tu-154M
エンジンをD-30KU-154-II (10,614kg) に変更、燃費を向上させることにより航続距離を延長、前縁スラットを小型化し、スポイラー面積を拡大、APUの位置変更、エンジンの空気取り入れ口の開口部の拡大、慣性航法装置 (INS) 3基の標準装備、等の近代型改修を行った機体。1984年から生産が開始され、1990年代に入り、アビオニクスを中心にさらに近代化を施された改良型のM-LuxやM-100が投入された。
Tu-154Mシリーズは、比較的機齢が新しい上に、EU諸国で適用されている騒音規制である「ステージ3」や「ステージ4」などの騒音規制もクリアしているため、旧型の機体の更新の進んでいないかつての東側諸国の航空会社などで現在も多数使用されている。
Tu-155 / Tu-156
Tu-155およびTu-156を参照のこと。

## 性能諸元

Tu-154の三面図

- 初飛行: 1968年10月4日
- 全長: 47.90 m
- 翼巾: 37.55 m
- 全高: 11.40 m
- 運航乗務員数: 3-4名

### Tu-154
- エンジン: クズネツォーフ設計局製 NK-8 ターボファンエンジン×3
- 推力: 93.2 kN (20,950lb)
- 座席数: 158-167
- 最大離陸重量: 90,000 kg
- 巡航速度: 975 km/h (527kt)
- 航続距離: 5280 km (2850nm)

### Tu-154M
- エンジン: ソロヴィヨーフ製 D-30KU-154-II ターボファンエンジン×3
- 推力: 103.6 kN (23,380lb)
- 座席数: 180
- 最大離陸重量: 100,000 kg
- 巡航速度: 950 km/h (513kt)
- 航続距離: 6600 km (3563nm)

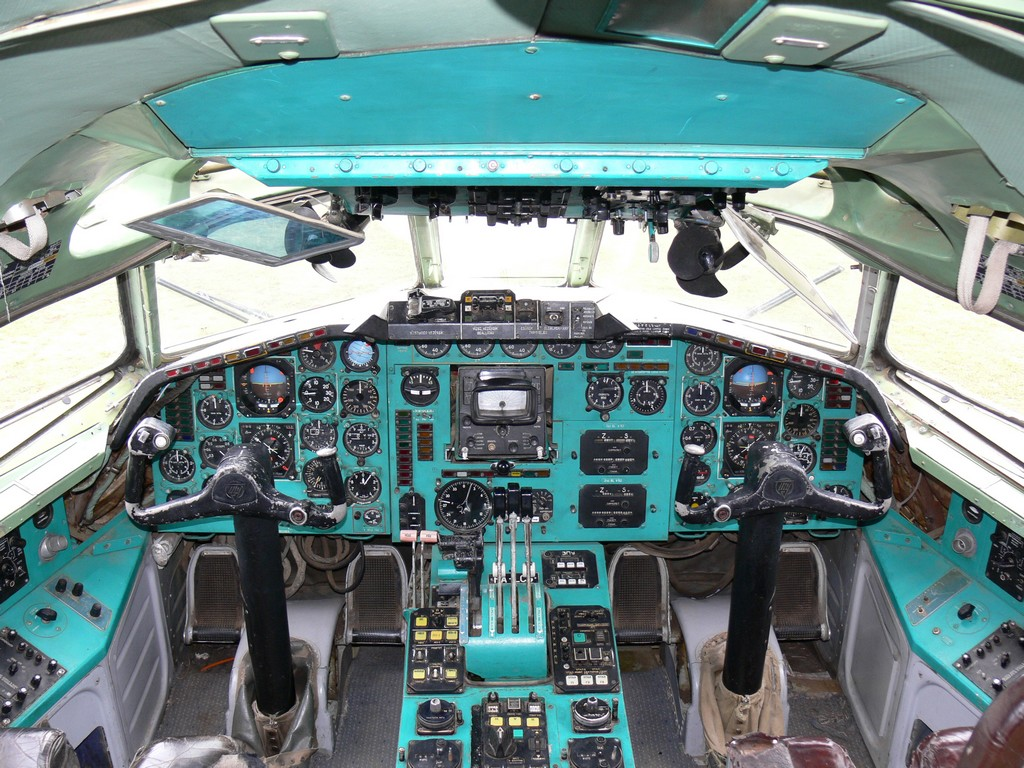
Tu-154B-2　コクピット
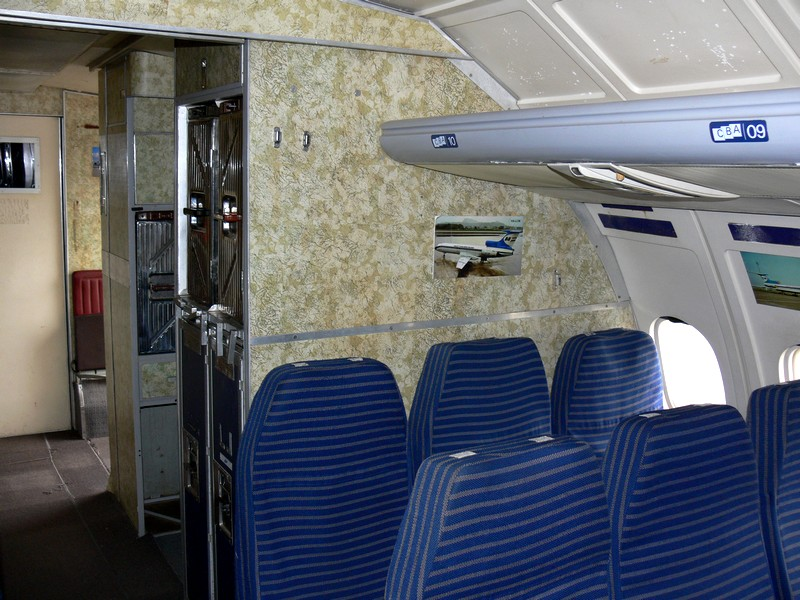
Tu-154B-2　客室

## 運用国
中華人民共和国
- 中国人民解放軍空軍 - 空軍34師（もと中国聯合航空として運航していた機体を電子偵察機に改造）。胴体下部にフェアリングを備えており、合成開口レーダー、ELINTシステムを装備しているとみられている[5]

 カザフスタン
- カザフスタン防空軍 - 2023年時点で、1機のTu-154を保有している[6]。

 朝鮮民主主義人民共和国
- 高麗航空

 ロシア連邦
- ロシア連邦保安庁
- ロシア航空宇宙軍
- ロシア内務省
- ロシア海軍
- ガガーリン宇宙飛行士訓練センター
- チャプルイギン記念シベリア航空研究所

 キルギス
- キルギス共和国閣僚内閣

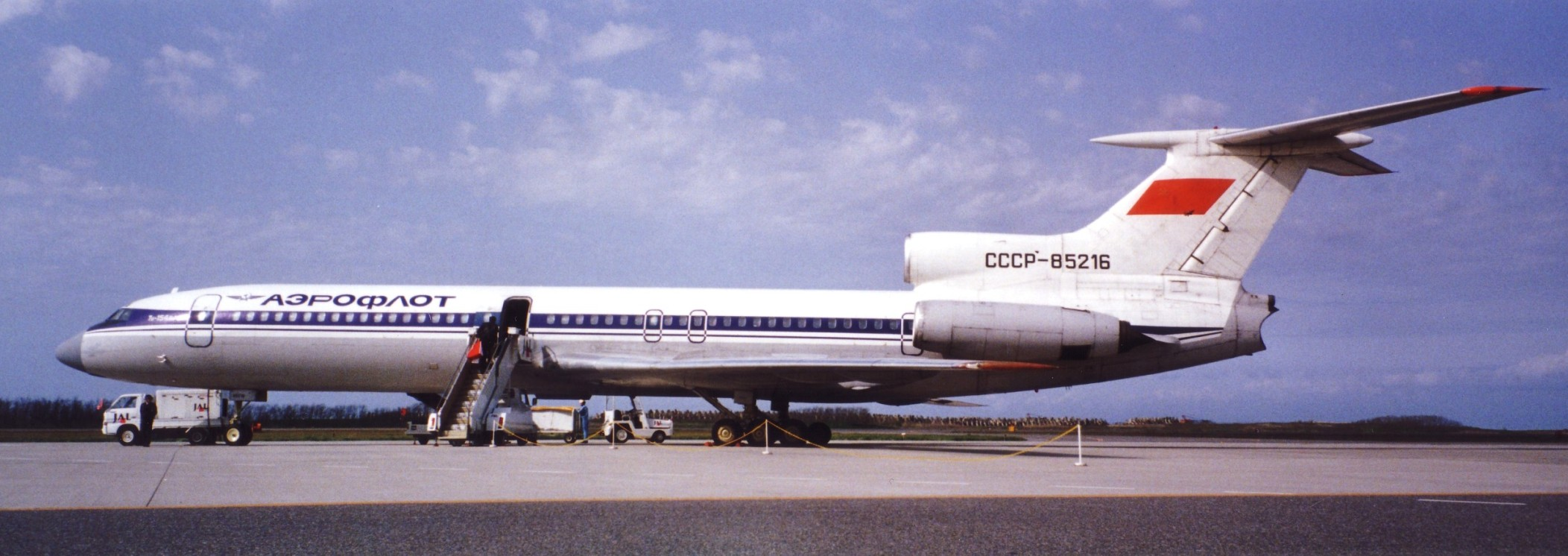
アエロフロート・ソビエト航空塗装のTu-154B-2
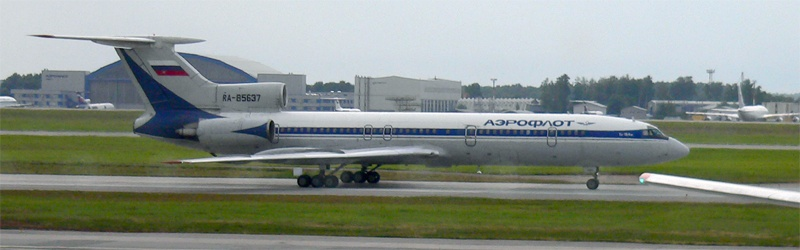
アエロフロート・ロシア航空（旧塗装）のTu-154M
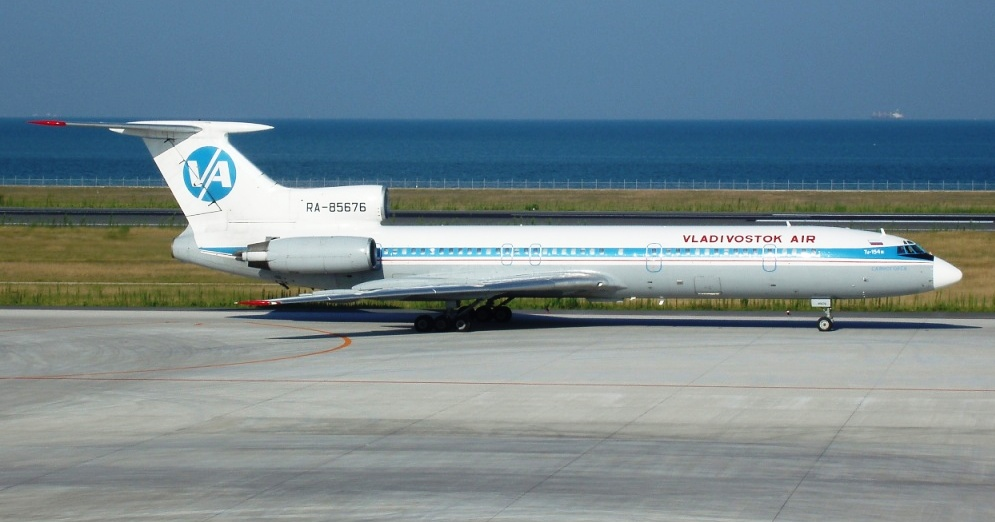
ウラジオストク航空（旧塗装）のTu-154M
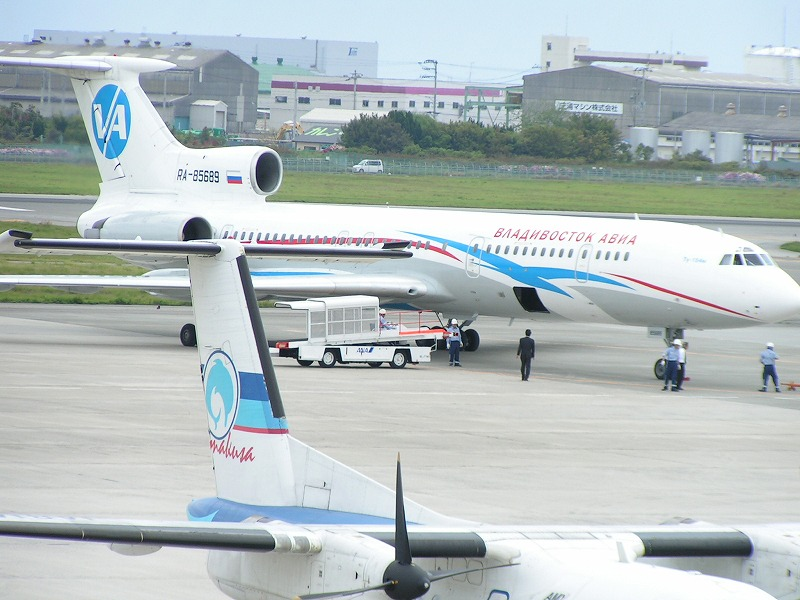
ウラジオストク航空（新塗装）のTu-154M
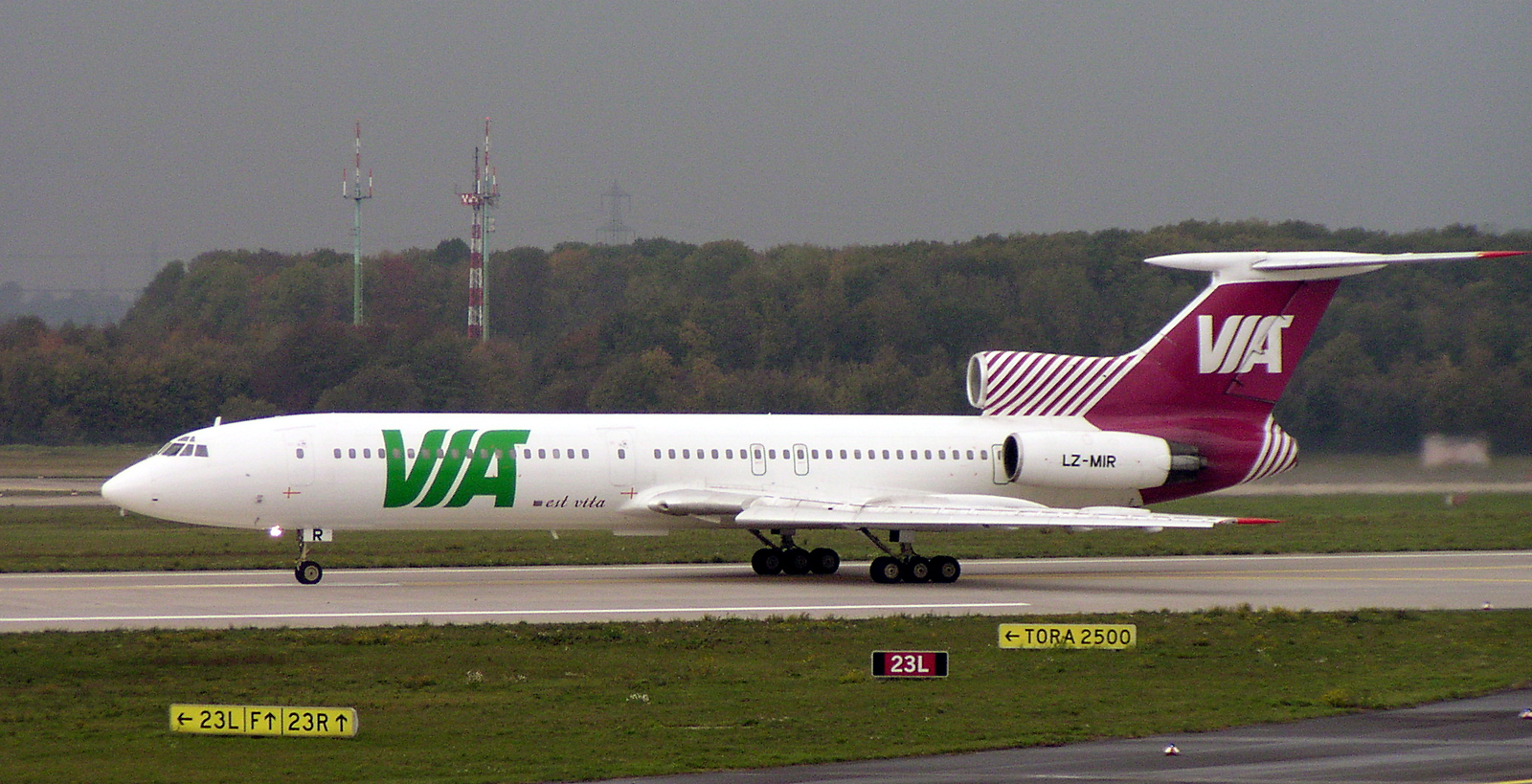
ブルガリア航空のTu-154M
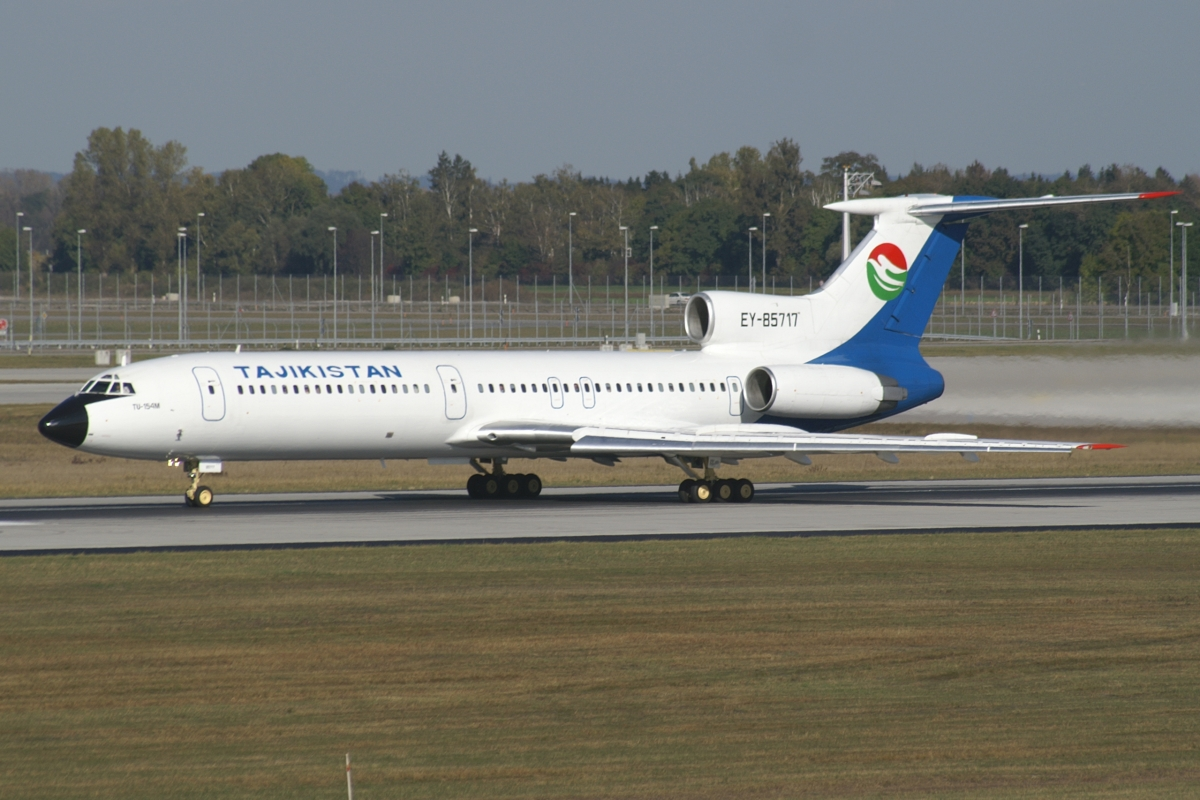
タジキスタン航空のTu-154M
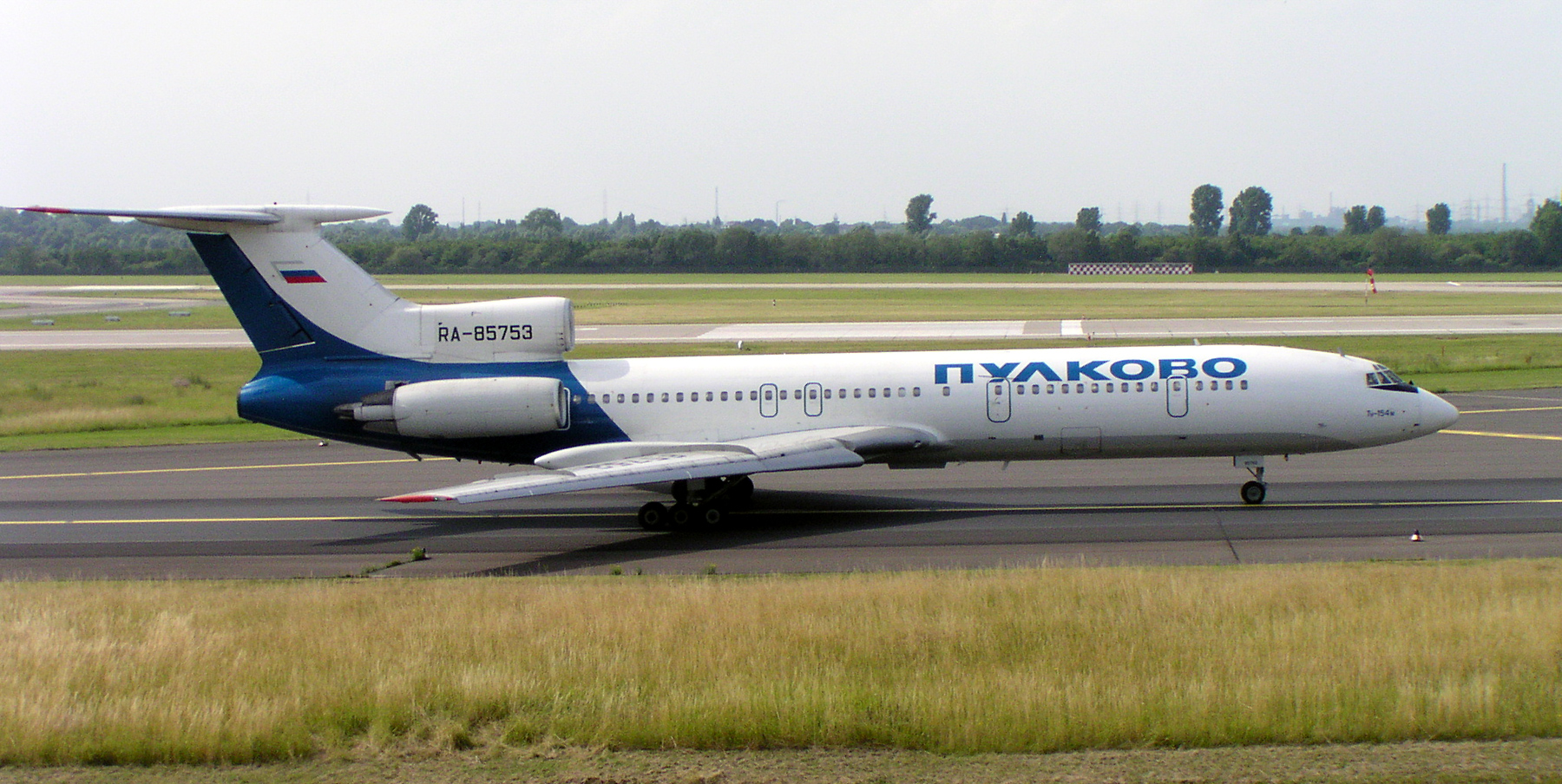
プールコヴォ航空のTu-154M
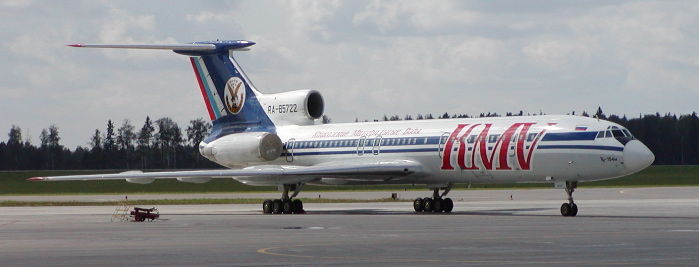
カヴミンヴォディアヴィアのTu-154M
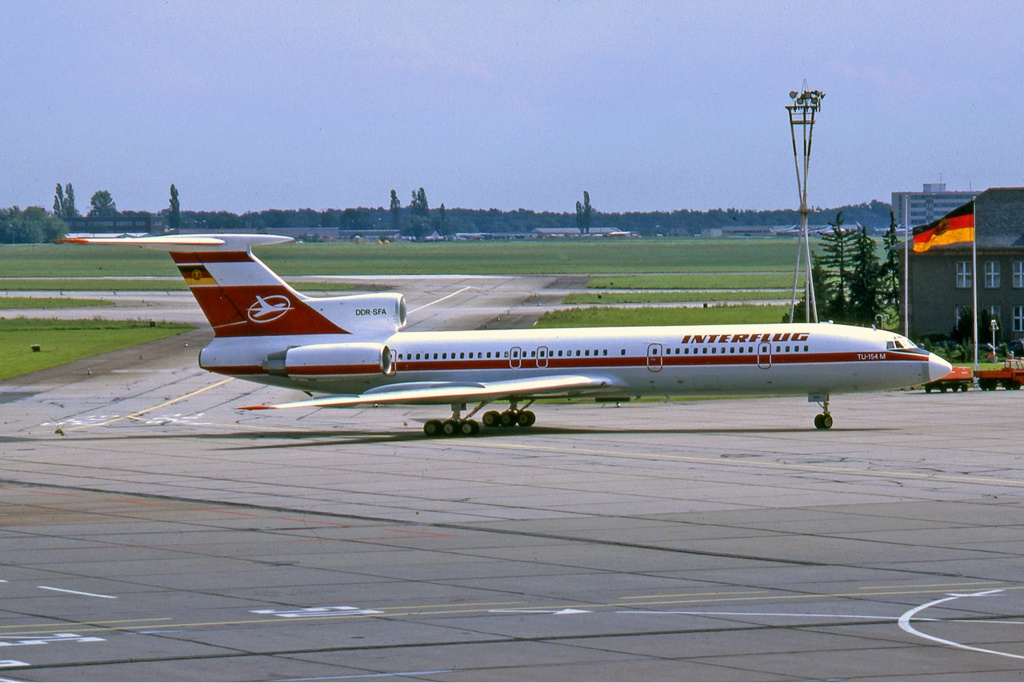
インターフルークのTu-154M

## 事故
2002年7月1日の21時35分、バシキール航空2937便Tu-154M(RA-85816)と、DHL611便B757-23APF(A9C-DHL)が、ドイツ南部の都市ユーバーリンゲンの上空で衝突した。
詳しくは、ユーバーリンゲン空中衝突事故を参照
2010年4月10日に、ポーランド空軍のTu-154(101)がロシア連邦スモレンスク州のスモレンスク北飛行場への着陸進入中に墜落した。
詳しくは、ポーランド空軍Tu-154墜落事故を参照

1994年以降、判明しているだけで16機が事故・誤射・テロによる墜落を起こし1720人が死亡している。
Tu-154による航空事故のカテゴリも参照